# Hermonassa diaphana
Hermonassa diaphana là một loài bướm đêm trong họ Noctuidae.